# Municipio de Whiting (Dakota del Norte)
El municipio de Whiting (en inglés: Whiting Township) es un municipio ubicado en el condado de Bowman en el estado estadounidense de Dakota del Norte. En el año 2010 tenía una población de 33 habitantes y una densidad poblacional de 0,35 personas por km².

## Geografía
El municipio de Whiting se encuentra ubicado en las coordenadas 46°4′44″N 103°10′40″O / 46.07889, -103.17778. Según la Oficina del Censo de los Estados Unidos, el municipio tiene una superficie total de 93.09 km², de la cual 92,91 km² corresponden a tierra firme y (0,19 %) 0,18 km² es agua.

## Demografía
Según el censo de 2010, había 33 personas residiendo en el municipio de Whiting. La densidad de población era de 0,35 hab./km². De los 33 habitantes, el municipio de Whiting estaba compuesto por el 100 % blancos. Del total de la población el 0 % eran hispanos o latinos de cualquier raza.